# 루제르 요시프 보슈코비치

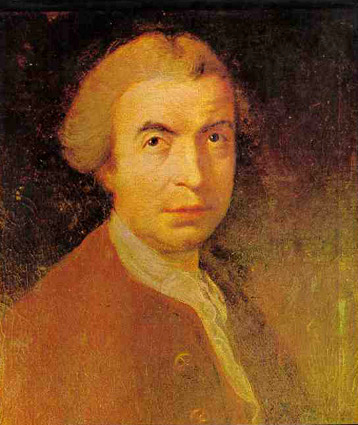
루제르 요시프 보슈코비치의 초상화

루제르 요시프 보슈코비치(크로아티아어: Ruđer Josip Bošković, 세르비아어: Руђер Јосип Бошковић, 이탈리아어: Ruggiero Giuseppe Boscovich 루지에로 주세페 보스코비크[*], 라틴어: Rogerius (Iosephus) Boscovicius 로게리우스 (요세푸스) 보스코비키우스[*], 1711년 5월 18일 ~ 1787년 2월 13일)는 라구사 공화국의 물리학자, 천문학자, 수학자, 외교관, 외교관, 시인, 신학자, 예수회 사제이다. 그는 이탈리아와 프랑스에서 공부하면서 살았고 그곳에서 그의 많은 작품들을 출판했다.
보슈코비치는 원자론의 선구자로서 천문학에 많은 공헌을 하였으며 표면 특징의 세 가지 관측으로부터 회전하는 행성의 적도를 결정하는 최초의 기하학적 절차와 위치의 3가지 관측으로부터 행성의 궤도를 계산하는 것을 포함하였다. 1753년에는 달에 대기가 없다는 사실을 발견했다.

## 생애

### 초반
보슈코비치는 1711년 5월 18일에 라구사 공화국(현재의 크로아티아)의 두브로브니크에서 이탈리아 출신의 지방 귀족의 딸인 파올라 베테라(1674년 ~ 1777년)와 라구사 공화국의 상인인 니콜라 보슈코비치(1642년 ~ 1721년) 부부의 아들로 태어났다. 보슈코비치의 아버지는 크로아티아계일 가능성이 높다. 보슈코비치는 1711년 5월 26일에 세례를 받았다. 루지에로라는 이름은 그의 외증조부인 아고스티노 베테라와 그의 어머니의 형제가 모두 루지에로로 불렸기 때문에 지어졌을 것이다. 루제르는 가족의 7번째 아이이자 두 번째로 어린 아이였다. 보슈코비치의 아버지는 당시 오스만 제국(현재의 보스니아 헤르체고비나)의 라브노 근처의 오라호브도 마을에서 태어났다.
그의 삼촌인 돈 일리야 보슈코비치는 1692년에 미사를 집전하던 도중에 우스코크 산적들에게 살해당했다. 그의 아버지 니콜라는 오스만 제국을 여행하는 다자크 상인이었지만 루제르는 그를 병상에 누워 있는 환자로만 알고 있었다. 보슈코비치의 어머니인 파올라는 17세기 초에 두브로브니크에 설립된 이탈리아 상인 가문의 일원으로 그의 조상인 피에트로 베테라는 이탈리아 북부 베르가모에서 이주했다. 그는 103세까지 살았던 행복한 기질을 가진 건장하고 활동적인 여성으로 묘사되었다.
파올라 베테라 보슈코비치는 그의 여동생이 이탈리아어로 시를 쓴 것 외에는 아무것도 남기지 않았다. 루제르의 사촌이자 놀이 친구인 안툰 보슈코비치와 프라뇨 보슈코비치는 훌륭한 라틴주의자로 성장했다. 그의 형제 자매들은 모두 그보다 나이가 더 많았지만 그의 여동생인 아니차 보슈코비치(1714년 ~ 1804년)는 그보다 두 살 아래였다. 그의 누나인 마레 보슈코비치(19세 연상)는 가족 중 유일하게 결혼했다. 그의 둘째 여동생인 마리야 보슈코비치는 성녀 카트린의 라구사 수녀원의 수녀가 되었다. 그보다 13세 연상인 형인 보조 보슈코비치는 라구사 공화국에서 복무했다. 또 다른 형제 바르톨로메이 보슈코비치는 1700년에 태어나 두브로브니크의 예수회 학교에서 교육을 받았으며 루제르가 3살 때 로마에서 예수회 사제가 되기 위해 집을 떠났다. 그는 또한 라틴어와 "일리리아어"(세르보크로아트어의 르네상스 시대 이름)로 시를 썼지만 결국 양심적인 겸손함으로 자신이 쓴 원고 일부를 불태웠다. 또 다른 형제인 이반 보슈코비치는 두브로브니크의 16세기 수도원에서 도미니코회 신자가 되었는데 그의 교회는 어린 시절 티치아노와 바사리가 그린 풍부한 보물과 그림으로 오늘날에도 여전히 그곳에 있다는 것을 알고 있었다. 또다른 형제인 페타르 보슈코비치는 할아버지와 같은 시인이 되었다. 그는 예수회에서 교육을 받았고 그 후 공화국의 관리로 일했으며 오비디우스, 코르네유의 시드, 몰리에르 작품의 번역가로 명성을 날렸다. 그가 지은 종교시인 흐발레 두호브네는 1729년 베네치아에서 출판되었다.
8세에서 9세 사이에 성 니콜라스 교회의 니콜라 니콜라이 신부로부터 읽기와 쓰기의 기초를 배운 이후에 루제르는 지역 예수회 콜레지움 라구시눔으로 학교에 보내졌다. 그의 초기 연구 기간 동안에 보슈코비치는 지적 발전을 위한 뚜렷한 경향을 보였다. 그는 학교에서 쉬운 기억력과 빠르고 깊은 마음을 가진 것으로 명성을 얻었다.
루제르 보슈코비치는 1725년 9월 16일에 두브로브니크를 떠나 로마로 향했다. 그는 2명의 예수회 사제의 보살핌을 받으며 예수회로 가게 된다. 보슈코비치가 1731년에 신학교에 입학할 때까지 우리는 보슈코비치 자신에게서 아무것도 배우지 못했지만 초보자들은 처음 2년을 콜레지움 로마눔이 아닌 산트 안드레아 델레 프라테에서 보내는 것이 일반적이었다. 보슈코비치는 그곳에서 수학과 물리학을 공부했는데 그의 이러한 과학에서의 발전은 매우 훌륭했다. 1740년에는 대학교의 수학 교수로 임명되었다.
그는 그리스 기하학자들의 작업에 대한 철저한 연구를 통해 얻은 과학의 최근 발전과 고전적인 엄격한 증명 기술에 대한 지식 때문에 특히 이 직책에 적합했다. 또한 태양의 적도를 찾고 표면의 점들을 관찰함으로써 태양의 자전 주기를 결정하는 문제에 대한 우아한 해결책으로 이름을 날렸다.

### 중반

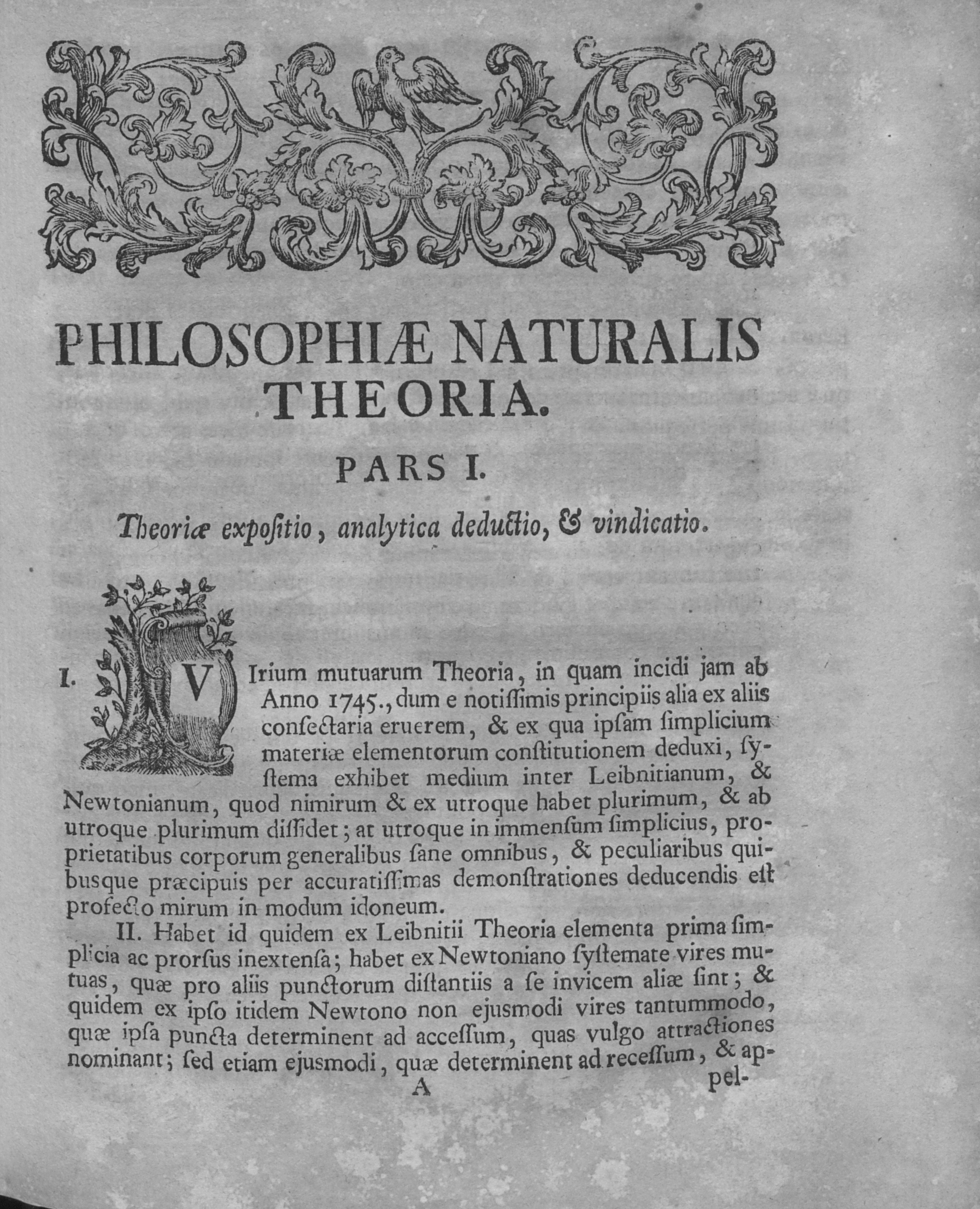
보슈코비치가 1758년에 발표한 논문 《자연 철학 이론》

그는 교수직이라는 힘든 임무에도 불구하고 물리학의 다양한 분야에서 조사할 시간을 찾았고 그는 매우 많은 논문들을 출판했다. 이 가운데 일부는 상당한 길이었다는 평가를 받았다. 그러한 주제들 중에는 수성의 통과, 오로라, 지구의 모습, 고정된 별들의 관측, 지구 중력의 불평등, 망원경 이론에 대한 수학의 적용, 천문 관측에서의 확실성의 한계, 가장 큰 인력의 고체, 사이클로이드, 로지스틱 곡선, 혜성 이론, 조수, 연속성의 법칙, 이중 굴절 마이크로미터, 그리고 구면 삼각법의 다양한 문제들이 있었다.
교황 베네딕토 14세는 1742년에 균열이 발견된 성 베드로 대성전 돔의 안정성을 확보하기 위한 최선의 방법에 대해 다른 과학자들과 상의하였다. 이 과정에서 5개의 동심 철띠를 설치하자는 보슈코비치의 제안이 채택되었다. 1744년에는 로마 가톨릭교회 사제 서품을 받았다.
1745년에는 아이작 뉴턴의 중력 이론과 고트프리트 라이프니츠의 단자점에 대한 단자론 사이의 중간을 찾는 과정을 시도한 《살아있는 힘에 대하여》를 출판했다. 그는 단단한 물체의 성질로서 물질보다는 힘의 측면에서 그들의 행동을 설명하는 "불가침성"의 개념을 발전시켰다. 원자에서 물질을 제거하면 불투과성은 경도에서 분리되고 탄성과 임의의 관계에 놓이게 된다. 불가침성은 한 번에 두 개 이상의 점이 동일한 위치를 차지할 수 없다는 데카르트식 감각을 가지고 있다.
보슈코비치는 1747년에 단 한 번 고향을 방문했지만 다시는 돌아오지 않았다. 그는 브라질 탐사와 위도의 아크 측정을 위한 포르투갈 원정에 참여하는 것에 동의했지만 교황의 설득으로 이탈리아에 머물면서 로마와 리미니 사이의 아크를 2도로 측정한 영국의 예수회 신도인 크리스토퍼 메어와 비슷한 임무를 맡기로 했다. 이 계획은 1750년 말에 시작되어 약 2년 만에 완료되었다. 1755년에는 《교황령을 통한 2개의 자오선도의 해방을 위한 문학 운동에 관하여》를 출간했다. 이 작품의 가치는 정성들여 준비한 교회국 지도에 의해 높아졌다. 프랑스어 번역본은 1770년에 등장했는데 부록으로 더 많은 관측치로부터 적합한 모형의 매개변수에 대한 적절한 값을 결정하기 위한 객관적인 절차를 설명하는 일부 자료가 1760년에 처음 출판되었다. 이 피팅 절차의 제한되지 않은 변형은 이제 L1-노름 또는 최소 절대 편차 절차로 알려져 있으며 익숙한 L2-노름 또는 최소 제곱 절차의 강력한 대안으로 작용한다.
토스카나 대공을 겸한 훗날 신성 로마 제국의 프란츠 1세 황제는 루카 공화국과 호수의 배수 문제를 놓고 분쟁을 빚었다. 보슈코비치는 1757년에는 루카 공화국의 대리인으로서 빈으로 보내졌는데 이 문제에 만족스러운 합의를 이끌어내는 데 성공했다.
1758년에는 빈에서 자신의 《원자 이론과 힘 이론을 포함한 자연에 존재하는 단일한 힘의 법칙에서 파생된 자연 철학 이론》의 1번째 판을 출판했다. 2번째 판은 1763년에 베네치아에서, 3번째 판은 1764년에 빈에서 출판되었다. 1922년에는 런던에서, 1966년에는 미국에서 출판되었다. 또 다른 판본은 1974년에 자그레브에서 출판되었다.
그의 외교적 능력을 발휘할 또 다른 기회가 곧 생겨났다. 영국 정부는 두브로브니크에 프랑스에 복무하기 위한 군함이 배치된 것을 목격하면서 공화국의 중립성이 침해되었다고 의심했다. 보슈코비치는 1760년 런던 주재 대사로 발탁되어 라구사의 중립성을 증명하는 데에 도움을 주었다. 이 임무는 완전히 성공적인 것으로 판명되었는데 이것은 그의 명예와 그의 동포들의 기쁨이었다. 보슈코비치는 영국에 머무는 동안에 왕립학회 회원으로 선출되었다.
1761년에 여러 천문학자들은 금성이 태양을 통과하는 것을 관찰할 준비를 하고 있었다. 보슈코비치는 왕립학회의 영향을 받으면서 콘스탄티노폴리스로 여행을 가기로 결정했다. 그는 나중에 불가리아, 몰다비아, 폴란드를 거쳐 상트페테르부르크로 가서 러시아 과학 아카데미의 회원으로 선출되었다. 하지만 건강이 좋지 않아서 이탈리아로 돌아가게 된다.
보슈코비치는 적어도 1757년, 1758년, 1763년에 크라인 공국의 수도였던 라이바흐(현재의 슬로베니아 류블랴나)를 방문하여 예수회 신도들과 마을에서 활동하던 프란치스코회 수사들을 만났다. 예수회는 그의 가르침을 라이바흐 예수회 대학의 강의에 포함시켰다. 그의 물리학은 합스부르크 왕가의 다른 지역에서도 물리학 강의의 기초가 되었고 가브리엘 그루버와 유리 베가 등 당대의 유명한 물리학자들의 사상에 영향을 미쳤다. 베가와 합리주의 철학자인 프란츠 사무엘 카르페는 빈에서 학생들에게 보슈코비치의 사상과 그의 사상 정신에 대해 교육했다.

### 말년
보슈코비치는 1764년에 파비아 대학교의 수학 교수가 되었고 밀라노의 브레라 천문대에서 6년 동안 이 직위를 맡았다. 브레라 천문대에서 만났던 잉글랜드의 작곡가인 찰스 버니의 이탈리아어 실력이 좋지 않았기 때문에 보슈코비치는 그에게 프랑스어를 의무적으로 사용하도록 지시했다.
보슈코비치는 1769년에 금성 일면통과를 다시 관찰하기 위해 런던 왕립 학회의 초청을 받았으나 스페인 정부가 예수회 신도들을 자신들의 영토에서 추방하는 법령을 제정하면서 막혔다. 보슈코비치는 많은 적들이 있었고 그는 빈번한 거주지 변경으로 내몰렸다. 1777년경에 그는 밀라노로 돌아왔고 그곳에서 계속해서 가르치고 지도하며 브레라 천문대를 지휘했다.
동료들의 음모에 의해 직위를 박탈당한 보슈코비치는 1773년에 이탈리아에서 자신이 속해 있던 수도회가 탄압을 받았다는 소식을 듣고 두브로브니크에서 은퇴하려고 했다. 그는 불확실성 때문에 프랑스 국왕의 초청을 받아들여 파리로 와서 해군 광학국장으로 임명되었는데 연금은 8,000 리브르로 책정되었고 그를 위한 직위가 만들어졌다.
보슈코비치는 프랑스로 귀화해서 10년 동안 머물렀지만 자신의 지위에 짜증이 났고 마침내 참을 수 없게 되었다. 하지만 과학 지식을 추구하는 일을 계속했고 많은 주목할 만한 작품들을 출판했다. 그들 중에는 세 번의 관측으로 혜성의 궤도를 결정하는 문제에 대한 우아한 해결책이 있었고 마이크로미터와 무색 렌즈에 대해 연구했다. 1783년에 이탈리아로 돌아와 바사노에서 2년을 보냈고 1785년에 출판된 자신의 오페라 관련 광학 망원경 천문학 등의 출판에 몰두했다.
보슈코비치는 발롬브로사 수녀원을 몇 달간 방문한 다음에 1786년에 브레라로 가서 그의 일을 다시 시작했다. 그러나 그 당시에 그의 건강은 악화되고 있었고 그의 명성은 쇠퇴하고 있었다. 또한 그의 작품은 팔리지 않았고 점차 질병과 실망의 희생양이 되었다. 1787년 2월 13일에 밀라노 공국 밀라노에서 향년 75세를 일기로 사망했고 성 마리아 포도네 성당에 매장되었다.

### 보슈코비치의 도깨비
철학과 물리학에서 라플라스의 도깨비는 결정론의 개념을 지지하는 사고 실험이다. 그것은 만약 누군가(도깨비)가 우주의 모든 입자의 정확한 위치와 운동량을 안다면 원칙적으로 모든 입자의 역사와 미래를 계산할 수 있다는 것을 시사한다.
피에르시몽 드 라플라스 후작의 결정론은 일반적인 용어에 기반을 둔 반면에 보슈코비치의 결정론은 위치, 속도, 방향, 질량 중심과 같은 물리적 용어를 사용한다. 보슈코비치는 또한 (정확히) 힘의 연속성이 결정론에 필요한 가정이라고 주장했고 그는 그것을 엄격한 수학적 형태로 제시했다. 요컨대 보스코비치의 결정론은 보다 물리적인 것인 반면 라플라스의 결정론은 보다 형이상학적인 것으로 라이프니츠의 형이상학과 조화를 이루고 있다.
입자의 위치와 속도를 완전히 정확하게 아는 것은 현대 양자역학의 불확실성 원리를 위반하기 때문에 물리적으로 가능한지는 불분명하다.

## 그 외의 작품
이미 언급된 작품들 외에도 보슈코비치는 수학에서 학생들을 위해 준비한 교재를 출판했다. 그는 또한 콘스탄티노폴리스에서 폴란드까지 여행한 이야기들을 여러 개의 확장판으로 출판했고 이를 프랑스어로 번역했다.
보슈코비치는 성 베드로 대성전 돔의 수리, 밀라노의 두오모의 안정성, 체사레아 디 비엔나 도서관의 수리, 1749년 6월에 일어난 회오리바람으로 인한 로마의 피해에 대한 보고서를 포함한 여러 가지 건축 수리 또는 안정성에 대한 논의를 포함한 실용적인 공학 프로젝트에 전념했다.
보슈코비치는 또한 항구와 강에 관한 토목 공사에 대해 자문을 받았다. 이비차 마르티노비치는 보슈코비치가 이러한 작품들에 자신을 적용한 정도를 보여주고 있으며 13개의 주요 작품들을 나열하고 있다.
1. 테베레강의 항해 가능한 지류인 피우미치노의 목재 분출물 손상 평가 (1751년)
2. 루카와 토스카나 사이의 국경 지역의 홍수에 대한 격렬한 논쟁으로 촉발된 오제리 프로젝트 (1756년)
3. 만프레디와 베르탈리아의 초기 프로젝트 평가를 포함한 폰티네 습지의 배수 계획 (1764년)
4. 리미니항의 손상 원인 분석 및 보상 조치 (1764년)
5. 포강의 제방 평가(1764)
6. 레키의 이드로스타티카의 유체역학 원리에 관한 과학적 편지 (1765년)
7. 페루자의 홍수에 대한 보고 (1766년)
8. 사보나항의 손상, 근본적인 원인 및 수리 가능성에 대한 공식 보고서 (1771년)
9. 피아첸차의 티도네강 유역에 대한 전문가의 의견 (1771년)
10. 페루자 분수의 보수에 대한 제안 (1772년)
11. 강바닥의 개선을 위한 안토니오 로르냐와 시문 스트라티크의 제안과 비교한 아디게강 어귀에 대한 전문가의 의견 (1773년)
12. 폰티네 습지의 배수를 담당하는 팀의 설립을 위한 지침 (1774년)
13. 루카의 누오보오제리 배수로를 위한 시메네스의 프로젝트에 대한 논평 (1781년)

마르티노비치의 논문은 그러한 작품에 대한 광범위한 주석이 달린 서지 목록을 포함한다.

## 유산
천문학에 대한 그의 공헌으로 달의 충돌구인 보슈코비치 충돌구는 그의 이름을 따서 명명되었다. 1991년부터 1994년까지 크로아티아에서는 그의 초상화가 그려진 디나르 지폐가 유통되었다.
크로아티아 자그레브에 위치한 크로아티아 최대의 자연과학 및 기술 연구소는 "루제르 보슈코비치 연구소"라고 불린다. 보슈코비치는 1782년에 이탈리아 협회라는 이름으로 창립한 이탈리아 과학 아카데미의 설립자 가운데 한 사람이기도 하다. 세르비아의 수도인 베오그라드에 기반을 둔 발칸반도에서 가장 오래된 천문학회는 루제르 보슈코비치 천문학회라고 불린다.
프리드리히 니체는 1873년에 〈시간 원자 이론〉이라는 단편을 썼는데 이는 보스코비치의 이론인 《자연에 존재하는 힘의 단일 법칙으로 축소된 자연 철학 이론》에 재작업한 것이다. 일반적으로 보슈코비치의 사상은 니체의 힘과 권력에의 의지에 큰 영향을 미쳤다. 그는 베르너 하이젠베르크에 의해 "크로아티아의 라이프니츠"라는 별명을 얻었다. 1987년에는 유고슬라비아의 국영 우편 회사가 보슈코비치 사망 200주년을 맞아 "그 시대의 가장 위대한 크로아티아 과학자"라고 정의한 보슈코비치를 소재로 한 우표와 엽서를 발행했다.

## 종교에 대한 관점
보슈코비치는 로마 가톨릭교회의 사제였으며 그의 종교적 견해를 표현하는 것은 간단했다. 보슈코비치는 가장 유명한 책인 자연 철학 이론(1758년)에서 자신의 종교적 견해를 다음과 같이 설명했다.
"신조물의 본질에 관하여 나의 이론은 매우 밝으며 그것으로부터 나오는 결과는 그를 인정할 필요성이다. 그러므로 세상이 우연히 창조되었다고 믿는 사람들의 헛된 꿈, 혹은 그것이 치명적인 필수품으로 지어질 수 있다고 믿는 사람들, 또는 그 자신의 필요한 법칙을 따라 영원히 줄을 서 있었다고 믿는 사람들의 헛된 꿈은 완전히 없어진다."

보슈코비치는 또한 많은 종교적, 천문학적 암시를 담은 시를 썼다. 그는 마리아의 헌신을 통해 성모 마리아에 대한 6보격의 시를 썼다. 또한 파멸에서 구했던 성 베드로 대성전의 돔에서 고백 또는 화해의 성찬식을 주관하는 의식을 거행하기도 했다.

## 국적
언어, 문화, 종교, 관습 등과 같은 민족 개념에 기초한 현대의 국적 개념은 19세기에 들어서야 발전했다. 이러한 이유로 보슈코비치의 유산은 오늘날 크로아티아, 이탈리아, 세르비아에서 기념의 대상으로 여겨지고 있다. 그의 민족성은 또한 20세기 유고슬라비아의 주요 문제 가운데 하나였던 발칸반도 서부와 남슬라브족 계몽주의자들에 대한 세르비아-크로아티아 구별법의 일부이기도 하다.
다수의 자료에 따르면 그는 크로아티아인이라는 자신의 정체성을 언급했다. 특히 그는 자신의 누나였던 아니차에게 보낸 편지에서 크로아티아어를 잊지 않았다고 말했다. 보슈코비치는 1757년에 자신의 형에게 보낸 편지에서 빈에서 가졌던 크로아티아 군인들과의 만남을 묘사하고 편지 끝에 "허디크 언드라시(신성 로마 제국군 원수를 역임한 헝가리의 귀족)와 우리 크로아티아인들에게 만세를!"이라고 말했다. 그는 파리에 거주하던 동안에 라구사에서 온 크로아티아인 부대가 가진 열병식에 참석하는 동안에 "나의 용감한 크로아티아인들이 있다."라는 글을 남겼다.
이탈리아의 소식통들은 보슈코비치가 이탈리아인으로 여겨졌다고 주장한다. 이탈리아 측 자료에 따르면 그는 크로아티아와 이탈리아 문화가 혼합된 도시에서 태어났으며 두브로브니크의 높은 사회 계층은 이탈리아의 영향(로마-달마티아의 영향)을 받았다고 한다. 그의 어머니의 가족은 이탈리아에서 왔고 그의 삶과 경력은 이탈리아에 강한 영향을 미쳤다. 보슈코비치는 14세 시절에 이탈리아로 이주했고 그곳에서 그의 삶의 대부분을 보냈다. 그는 몇몇 백과사전에서 이탈리아의 과학자로 묘사된다. 볼테르는 그의 형인 바로와의 서신 왕래를 포함하여 사적으로 이탈리아어를 사용했고 볼테르는 "존경의 표시"로 보슈코비치에게 이탈리아어로 편지를 썼다.
보슈코비치 자신은 달마티아인이라는 자신의 정체성을 자랑스러워했다. 특히 장 르 롱 달랑베르가 《수학책자》를 집필할 때에 보슈코비치를 '이탈리아의 수학자'라고 불렀는데 그는 "나는 이탈리아인이 아니라 두브로브니크 출신의 달마티아인이다."라고 응수했다. 그러나 어린 시절 초반부터 오랫동안 이탈리아에서 살았기 때문에 "그는 어떤 식으로든 이탈리아인이라고 불릴 수 있다."고 덧붙였다.
세르비아 과학 예술 아카데미는 그를 100명의 가장 저명한 세르비아인 가운데 한 명으로 평가했다. 세르비아의 소식통에 따르면 보슈코비치 형제 가문이 원래 스톨라츠 주변에 정착했다고 한다. 많은 자료들은 보슈코비치가 세르비아인 과학자이거나 그가 세르비아인의 부계 출신이라고 주장한다.

## 작품
보슈코비치는 1744년에 사제 서품을 받고 교수로 임명되기 이전에 과학 논문 8편을 발표했고 그 후에는 논문 14편을 발표했다. 다음은 그의 출판물 가운데 일부에 관한 목록이다.
- 《태양 흑점에서》 (1736년)
- 《태양 흑점에 대한 천문학 운동》 (1736년)
- 《가장 최근에 태양을 가로지르는 수성 일면》 (1737년)
- 《삼각구법》 (1737년)
- 《북방의 오로라에 관하여》 (1738년)
- 《천체 물체를 결정하기 위한 망원경의 새로운 사용에 대하여》 (1739년)
- 《지구의 구형성에 대한 고대인들의 주장에 대하여》 (1739년)
- 《지구의 모양에 대한 논문》 (1739년)
- 《원의 교차점에 대한 논문》 (1740년)
- 《공간에서 비저항체의 운동에 대하여》 (1741년)
- 《지구상의 다양한 장소에서의 중력의 불평등에 대하여》 (1741년)
- 《무한소와 무한소의 성질과 사용에 대하여》 (1741)》 (무한과 무한 시멘탈의 성질과 사용에 대하여)
- 《연간 수차 고정 별에서》 (1742년)
- 《천문학적 관측과 그와 관련된 확실성에 대하여》 (1742년)
- 《만능 천문학에 대한 탐구》 (1742년)
- 《성 베드로 대성전 돔 손상에 대한 3명의 수학자들의 의견》 (1742년)
- 《비저항 공간에서 중복된 상호 비율로 감소하는 힘에 의해 움직이지 않는 중심에서 끌리는 물체의 움직임에 대하여》 (1743년)
- 《성 베드로 대성전 돔의 손상으로 인한 어려움과 토마소 르 쇠르 신부·프란체스코 자키에 민림회 신부·루제르 요시프 보슈코비치 예수회 신부의 보상》 (1743년)
- 《기하학을 배양하고 천문학을 발전시키기 위해 월식에서 위상의 관측을 사용하는 새로운 방법에서의 억제된 위상 관측》 (1744년)
- 《사이클로이드와 논리 곡선에서》 (1745년)
- 《살아있는 힘에 대하여》 (1745년)
- 《구면 삼각법》 (1745년)
- 《혜성에 대하여》 (1746년)
- 《바다의 조수에 관한 논문》 (1747년)
- 《빛에 관한 논문 1·2편》 (1748년·1749년)
- 《행성의 궤도 결정 및 궤도 결정》 (1749년)
- 《주어진 점에서의 힘 속도와 운동 방향에서 반사 광학 / 반사의 도움으로 행성의 궤도를 결정하는 것에 대하여》 (1749년)
- 《1749년 6월 11일에서 12일 사이의 밤 사이에 일어난 회오리바람으로 인해 로마의 많은 부분이 손상됨》 (1749년, 라틴어 번역본: 1766년)
- 《중력의 중심에서》 (1751년)
- 《어린 학생들의 사용을 위한 수학의 요소》 (1752년)
- 《달의 대기에 대하여》 (1753년)
- 《물질의 첫 번째 요소와 그 힘에 관한 연속성의 법칙과 그 결과에 대한 논문》 (1754년)
- 《존재하는 사물의 본질에 있어서의 힘의 법칙에 대하여》 (1755년)
- 《이광 렌즈 및 망원경에 대하여》 (1755년)
- 《일반 수학의 요소 1-3편》 (1757년)
- 《토성과 목성이 특별한 결합이 일어나는 과정 즈음에 그들 사이에 유도하는 것처럼 보이는 불평등에 관하여》 (1756년)
- 《자연철학 이론》 (1758년)
- 《태양, 달, 일식 위에서》 (1760년)
- 《빈의 체사레아 도서관 건물에서 관찰된 손상에 대한 기록 및 수리》 (1763년)
- 《리미니항에 대한 회고록》 (1765년)
- 《밀라노 두오모의 새로운 첨탑의 건전성에 대한 감정》 (1765년)
- 《디옵트리캄 관련 논문 5편》 (1767년)
- 《천문학적 및 지리적 항해》 (1770년)
- 《이광망원경에 대한 회고록》 (1771년)
- 《콘스탄티노플에서 폴란드까지의 항해 일지》 (1772년)
- 《아디제강 어귀에서》 (1779년)
- 《루카의 누오보오제리 배수로 프로젝트에 관한 시메네스 수도원장의 보고서에 대한 논평》 (1782년)
- 《콘스탄티노플에서 루제르 요시프 보슈코비치 수도원장의 폴란드로의 항해 일지와 트로이 유적에 대한 보고》 (1784년)
- 《광학 및 천문학 관련 작업 1-5편》 (1785년)
- 《사보나항의 손상과 원인, 가능한 수리》 (1771년)
- 《조반 스테파노 콘티에게 보내는 편지》 (1780년)

## 같이 보기
- 권력 의지